# Veleposlaništvo Republike Slovenije v Združenem kraljestvu
Veleposlaništvo Republike Slovenije v Združenemu kraljestvu (uradni naziv Veleposlaništvo Republike Slovenije London, Združeno kraljestvo Velike Britanije in Severne Irske) je diplomatsko-konzularno predstavništvo (veleposlaništvo) Republike Slovenije s sedežem v Londonu, Združeno kraljestvo.
Trenutna veleposlanica je Sanja Štiglic.

## Veleposlaniki
- Sanja Štiglic (2024–)
- Simona Leskovar (2019–16. avgust 2024)
- Tadej Rupel (2014–2019)
- Iztok Jarc (2008–2013)
- Iztok Mirošič (2004–2008)
- Marjan Senjur (2002–2004)
- Marjan Šetinc (1997–2002)
- Matjaž Šinkovec (1992–1997)